# Berner Sport Club Young Boys 2002-2003
Questa voce raccoglie le informazioni riguardanti il Berner Sport Club Young Boys nelle competizioni ufficiali della stagione 2002-2003.

## Stagione
Nella stagione 2002-2003 lo Young Boys, allenato da Marco Schällibaum, concluse il campionato di Lega Nazionale A al 7º posto. Lo Young Boys concluse il girone di play-off al 4º posto.

## Rosa
| N. |                     | Ruolo | Calciatore         |
| -- | ------------------- | ----- | ------------------ |
| 1  | Italia (bandiera)   | P     | Paolo Collaviti    |
| 2  | Svizzera (bandiera) | D     | Nicolas Kehrli     |
| 3  | Svizzera (bandiera) | D     | Adrian Eugster     |
| 4  | Armenia (bandiera)  | D     | Harutyun Vardanyan |
| 5  | Svizzera (bandiera) | D     | Mark Disler        |
| 6  | Brasile (bandiera)  | C     | Paulinho           |
| 8  | Svizzera (bandiera) | C     | Gürkan Sermeter    |
| 9  | Svizzera (bandiera) | A     | Stéphane Chapuisat |
| 10 | Israele (bandiera)  | C     | Avi Tikva          |
| 10 | Togo (bandiera)     | A     | Sadik Coubageat    |
| 11 | Svizzera (bandiera) | C     | Joël Descloux      |
| 12 | Nigeria (bandiera)  | C     | Patrick Eseosa     |
| 13 | Svizzera (bandiera) | D     | Erich Hänzi        |
| 14 | Svizzera (bandiera) | C     | Joël Magnin        |

| N. |                     | Ruolo | Calciatore        |
| -- | ------------------- | ----- | ----------------- |
| 15 | Svizzera (bandiera) | A     | Thomas Häberli    |
| 17 | Svizzera (bandiera) | D     | Steve Schaad      |
| 18 | Svizzera (bandiera) | P     | Adrian Schneuwly  |
| 19 | Svizzera (bandiera) | A     | Johan Berisha     |
| 20 | Svizzera (bandiera) | A     | Johan Vonlanthen  |
| 21 | Svizzera (bandiera) | D     | Alain Rochat      |
| 22 | Svizzera (bandiera) | P     | Adrian Lingenhag  |
| 23 | Svizzera (bandiera) | D     | Fabian Geiser     |
| 27 | Croazia (bandiera)  | D     | Jure Mioc         |
| 28 | Brasile (bandiera)  | D     | Heverton          |
|    | Svizzera (bandiera) | D     | Andrea Rotanzi    |
|    | Svizzera (bandiera) | D     | Vincenzo Vella    |
|    | Svizzera (bandiera) | C     | Martin Fryand     |
|    | Armenia (bandiera)  | C     | Art'owr Petrosyan |

## Organigramma societario
Area tecnica
- Allenatore: Marco Schällibaum
- Allenatore in seconda: Harry Gämperle
- Preparatore dei portieri:
- Preparatori atletici:

## Calciomercato

### Sessione estiva
| Acquisti | Acquisti | Acquisti | Acquisti |
| R.       | Nome     | da       | Modalità |
| -------- | -------- | -------- | -------- |

| Cessioni | Cessioni | Cessioni | Cessioni |
| R.       | Nome     | a        | Modalità |
| -------- | -------- | -------- | -------- |

### Sessione invernale
| Acquisti | Acquisti | Acquisti | Acquisti |
| R.       | Nome     | da       | Modalità |
| -------- | -------- | -------- | -------- |

| Cessioni | Cessioni | Cessioni | Cessioni |
| R.       | Nome     | a        | Modalità |
| -------- | -------- | -------- | -------- |

## Risultati

### Lega Nazionale A

#### andata
| Arbitro: | Salm |

|                                  |           |                    |
| Häberli 56’ Chapuisat 88’ (rig.) | Marcatori | 27’ Muff 90’ Arrué |

| Arbitro: | Schoch |

|                                   |           |                                              |
| Rama 9’, 80’ (rig.) Aziawonou 54’ | Marcatori | 20’, 50’ Petrosyan 33’ Chapuisat 40’ Häberli |

| Arbitro: | Rogalla |

|               |           |                  |
| Chapuisat 47’ | Marcatori | 90’ Chipperfield |

| Arbitro: | Leuba |

|                           |           |                                 |
| Sutter 48’ Bamba 90’, 90’ | Marcatori | 8’ (rig.), 78’ (rig.) Chapuisat |

| Arbitro: | Schüttengruber |

|               |           |  |
| Chapuisat 89’ | Marcatori |  |

| Arbitro: | Busacca |

|                                                |           |  |
| Cabanas 30’ Baturina 49’ Barijho 52’ Núñez 63’ | Marcatori |  |

| Arbitro: | Etter |

|             |           |             |
| Berisha 80’ | Marcatori | 72’ Leandro |

| Arbitro: | Wildhaber |

|                         |           |  |
| Häberli 36’ Berisha 45’ | Marcatori |  |

| Arbitro: | Bertolini |

|                      |           |               |
| Müller 57’ Imhof 67’ | Marcatori | 90’ Chapuisat |

| Arbitro: | Petignat |

|                           |           |                   |
| Berisha 27’ Chapuisat 39’ | Marcatori | 30’ (rig.) Iodice |

| Arbitro: | Rutz |

|                                          |           |                      |
| Sermeter 26’ Berisha 44’, 90’ Magnin 51’ | Marcatori | 46’ Kader 80’ Jaquet |

#### ritorno
| Lucerna 14 settembre 2002, ore 19:30 CEST 12ª giornata | Lucerna | 0 – 0 referto | Young Boys | Stadion Allmend (6 197 spett.)\| Arbitro: \| Beck \| |
| Arbitro:                                               | Beck    |               |            |                                                      |

| Arbitro: | Nobs |

|                              |           |  |
| Berisha 8’, 24’ Sermeter 82’ | Marcatori |  |

| Arbitro: | Bertolini |

|                     |           |              |
| Giménez 68’ Tum 82’ | Marcatori | 22’ Sermeter |

| Arbitro: | Busacca |

|                                          |           |                        |
| Chapuisat 6’, 18’ Tikva 19’ Descloux 41’ | Marcatori | 32’ Fabinho 45’ Hasler |

| Arbitro: | Leuba |

|              |           |            |
| de Napoli 5’ | Marcatori | 81’ Magnin |

| Arbitro: | Rutz |

|  |           |                       |
|  | Marcatori | 84’ Núñez 90’ Eduardo |

| Arbitro: | Beck |

|                                      |           |               |
| Leandro 32’ (rig.) Rey 65’ Buess 78’ | Marcatori | 43’ Chapuisat |

| Arbitro: | Leuba |

|                           |           |                                          |
| Hushi 63’ Biancavilla 79’ | Marcatori | 19’, 66’ Berisha 59’ Tikva 82’ Petrosyan |

| Arbitro: | Bertolini |

|             |           |                                     |
| Berisha 42’ | Marcatori | 60’ Tachie-Mensah 62’ (aut.) Rochat |

| Arbitro: | Busacca |

|                                       |           |                          |
| Magnin 15’ (aut.) Akalé 40’, 63’, 85’ | Marcatori | 28’ Petrosyan 76’ Rochat |

| Arbitro: | Rogalla |

|                                  |           |                                                    |
| Michkov 10’ Thurre 79’, 86’, 89’ | Marcatori | 22’ Berisha 29’ Petrosyan 38’ Tikva 42’ Vonlanthen |

### Play-off

#### andata
| Arbitro: | Busacca |

|                                            |           |  |
| Gamboa 6’ Núñez 26’ (rig.), 65’ Petrić 41’ | Marcatori |  |

| Arbitro: | Wildhaber |

|                     |           |  |
| Sermeter 84’ (rig.) | Marcatori |  |

| Arbitro: | Circhetta |

|            |           |                     |
| Thurre 10’ | Marcatori | 36’ (rig.) Sermeter |

| Arbitro: | Meier |

|                                                |           |         |
| Chapuisat 15’ Bettoni 25’ (aut.) Petrosyan 38’ | Marcatori | 43’ Rey |

| Arbitro: | Leuba |

|  |           |             |
|  | Marcatori | 89’ Berisha |

| Arbitro: | Salm |

|                          |           |            |
| Rochat 26’ Petrosyan 40’ | Marcatori | 77’ Tarone |

| Arbitro: | Meier |

|                            |           |  |
| Yakın 13’, 30’ (rig.), 38’ | Marcatori |  |

#### ritorno
| Arbitro: | Bertolini |

|                           |           |  |
| Magnin 61’ Vonlanthen 90’ | Marcatori |  |

| Arbitro: | Circhetta |

|                                  |           |                         |
| Keita 11’, 13’, 77’ Guerrero 23’ | Marcatori | 43’ Sermeter 51’ Magnin |

| Arbitro: | Busacca |

|                                     |           |                                           |
| Vonlanthen 4’ Magnin 9’ Berisha 15’ | Marcatori | 22’ Hasler 45’ Callà 54’, 66’ Lustrinelli |

| Arbitro: | Wildhaber |

|                      |           |  |
| Simo 50’ Leandro 77’ | Marcatori |  |

| Arbitro: | Krassnitzer |

|                                  |           |           |
| Sermeter 6’ (rig.) Chapuisat 90’ | Marcatori | 16’ Kader |

| Arbitro: | Salm |

|                                        |           |                                |
| Rama 2’, 40’ Streller 12’ Aegerter 77’ | Marcatori | 39’ (rig.) Chapuisat 82’ Tikva |

| Arbitro: | Meier |

|                              |           |                                   |
| Chapuisat 44’ Vonlanthen 78’ | Marcatori | 17’, 32’, 88’ Núñez 48’ Schwegler |

## Statistiche

### Statistiche di squadra
| Competizione     | Punti | In casa | In casa | In casa | In casa | In casa | In casa | In trasferta | In trasferta | In trasferta | In trasferta | In trasferta | In trasferta | Totale | Totale | Totale | Totale | Totale | Totale | DR |
| Competizione     | Punti | G       | V       | N       | P       | Gf      | Gs      | G            | V            | N            | P            | Gf           | Gs           | G      | V      | N      | P      | Gf     | Gs     | DR |
| ---------------- | ----- | ------- | ------- | ------- | ------- | ------- | ------- | ------------ | ------------ | ------------ | ------------ | ------------ | ------------ | ------ | ------ | ------ | ------ | ------ | ------ | -- |
| Lega Nazionale A | 30    | 11      | 6       | 3       | 2       | 21      | 13      | 11           | 2            | 3            | 6            | 20           | 28           | 22     | 8      | 6      | 8      | 41     | 41     | 0  |
| Play-off         | -     | 7       | 5       | 0       | 2       | 15      | 11      | 7            | 1            | 1            | 5            | 6            | 18           | 14     | 6      | 1      | 7      | 21     | 29     | -8 |
| Totale           | 30    | 18      | 11      | 3       | 4       | 36      | 24      | 18           | 3            | 4            | 11           | 26           | 46           | 36     | 14     | 7      | 15     | 62     | 70     | -8 |

### Andamento in campionato
| Giornata  | 1 | 2 | 3 | 4 | 5 | 6 | 7 | 8 | 9 | 10 | 11 | 12 | 13 | 14 | 15 | 16 | 17 | 18 | 19 | 20 | 21 | 22 |
| --------- | - | - | - | - | - | - | - | - | - | -- | -- | -- | -- | -- | -- | -- | -- | -- | -- | -- | -- | -- |
| Luogo     | C | T | C | T | C | T | C | C | T | C  | C  | T  | C  | T  | C  | T  | C  | T  | T  | C  | T  | T  |
| Risultato | N | V | N | P | V | P | N | V | P | V  | V  | N  | V  | P  | V  | N  | P  | P  | V  | P  | P  | N  |
| Posizione | 6 | 2 | 3 | 6 | 5 | 7 | 9 | 5 | 8 | 5  | 4  | 5  | 3  | 3  | 3  | 3  | 3  | 5  | 3  | 4  | 6  | 7  |

Legenda:

Luogo: C = Casa; T = Trasferta. Risultato: V = Vittoria; N = Pareggio; P = Sconfitta.

### Statistiche dei giocatori
| J. Berisha    | 20 | 11 | 1 | 0 |
| S. Chapuisat  | 21 | 11 | 1 | 0 |
| P. Collaviti  | 22 | 0  | 0 | 0 |
| S. Coubageat  | 0  | 0  | 0 | 0 |
| L. Denicolá   | 3  | 0  | 0 | 0 |
| J. Descloux   | 20 | 1  | 3 | 0 |
| M. Disler     | 17 | 0  | 2 | 0 |
| P. Eseosa     | 9  | 0  | 2 | 0 |
| A. Eugster    | 14 | 0  | 4 | 0 |
| M. Fryand     | 0  | 0  | 0 | 0 |
| F. Geiser     | 1  | 0  | 0 | 0 |
| H. Heverton   | 4  | 0  | 0 | 0 |
| T. Häberli    | 19 | 3  | 3 | 0 |
| E. Hänzi      | 5  | 0  | 0 | 0 |
| N. Kehrli     | 0  | 0  | 0 | 0 |
| A. Lingenhag  | 0  | 0  | 0 | 0 |
| J. Magnin     | 18 | 2  | 4 | 1 |
| J. Mioc       | 0  | 0  | 0 | 0 |
| P. Paulinho   | 13 | 0  | 2 | 0 |
| A. Petrosyan  | 20 | 5  | 5 | 0 |
| A. Rochat     | 20 | 1  | 1 | 0 |
| A. Rotanzi    | 6  | 0  | 0 | 0 |
| S. Schaad     | 0  | 0  | 0 | 0 |
| A. Schneuwly  | 0  | 0  | 0 | 0 |
| G. Sermeter   | 20 | 3  | 4 | 0 |
| A. Tikva      | 14 | 3  | 1 | 0 |
| H. Vardanyan  | 20 | 0  | 5 | 0 |
| V. Vella      | 0  | 0  | 0 | 0 |
| J. Vonlanthen | 16 | 1  | 0 | 0 |